# 티라미수
티라미수(이탈리아어: Tiramisù)는 이탈리아의 후식이다. 커피에 담근 사보이아르디로 만들고, 거품을 낸 달걀, 설탕, 마스카르포네 혼합물을 겹겹이 쌓고 코코아 가루로 맛을 낸다. 주로 차갑게 먹는다. 이름은 '나를 들어올리다'나 '나를 응원하다'라는 뜻을 가진 이탈리아어 'tirami su'에서 유래한다. 기원지가 베네토주인지 프리울리베네치아줄리아주인지 논란이 있다. 요리법은 케이크나 다른 디저트로 다양하게 변형되었다.

## 역사
티라미수는 20세기 중반에 발명된 것으로 보이나, 정확한 장소와 시기는 불분명하다. 1978년에 <시드니 모닝 헤럴드> 칼럼에서 언급되었고, 1980년에 이탈리아어 사전에 처음 수록되었다. 어떤 사람들은 이것이 노른자와 설탕을 포함하는 더 간단한 후식인 스바투딘을 본떠서 만들어졌다고 주장한다. 다른 사람들은 돌체 토리노에서 유래되었다고 주장한다.
아도 캄페올(1928–2021)의 부고에 따르면, 티라미수는 1969년 12월 24일에 트레비소에 있는 그의 레스토랑 알레 베케리에에서 아내 알바 디 필로와 로베르토 링구아노토에 의해 발명되었다. 1972년에 메뉴에 추가되었다. 반면 아카데미아 델 티라미수는 트레비소의 사창가 마담이 19세기에 고객들을 다시 활기차게 하기 위해 이를 개발했다고 주장한다. 코시모 3세 데 메디치를 기리기 위해 시에나에서 17세기 후반에 만들어졌다는 주장도 있다.
한국에서는 1990년대 후반에 정통 후식으로 알려졌다.
이탈리아 농업식품삼림정책부는 2017년 7월 29일에 프리울리베네치아줄리아주의 전통적인 농식품 목록에 티라미수를 등록했다. 2013년에 루카 자이아 베네토주지사는 딸기와 같은 대체 재료를 사용할 수 없게 하기 위해 1970년에 사용된 재료를 기반으로 이에 대한 유럽 연합 인증을 요청했다.

## 변형
브랜디나 마르살라 포도주를 첨가하기도 한다. 한국에서는 사보이아르디 대신 일반 쿠키나 스펀지 케이크를, 마스카르포네 대신 크림치즈를 사용하기도 한다.